# Vespa affinis

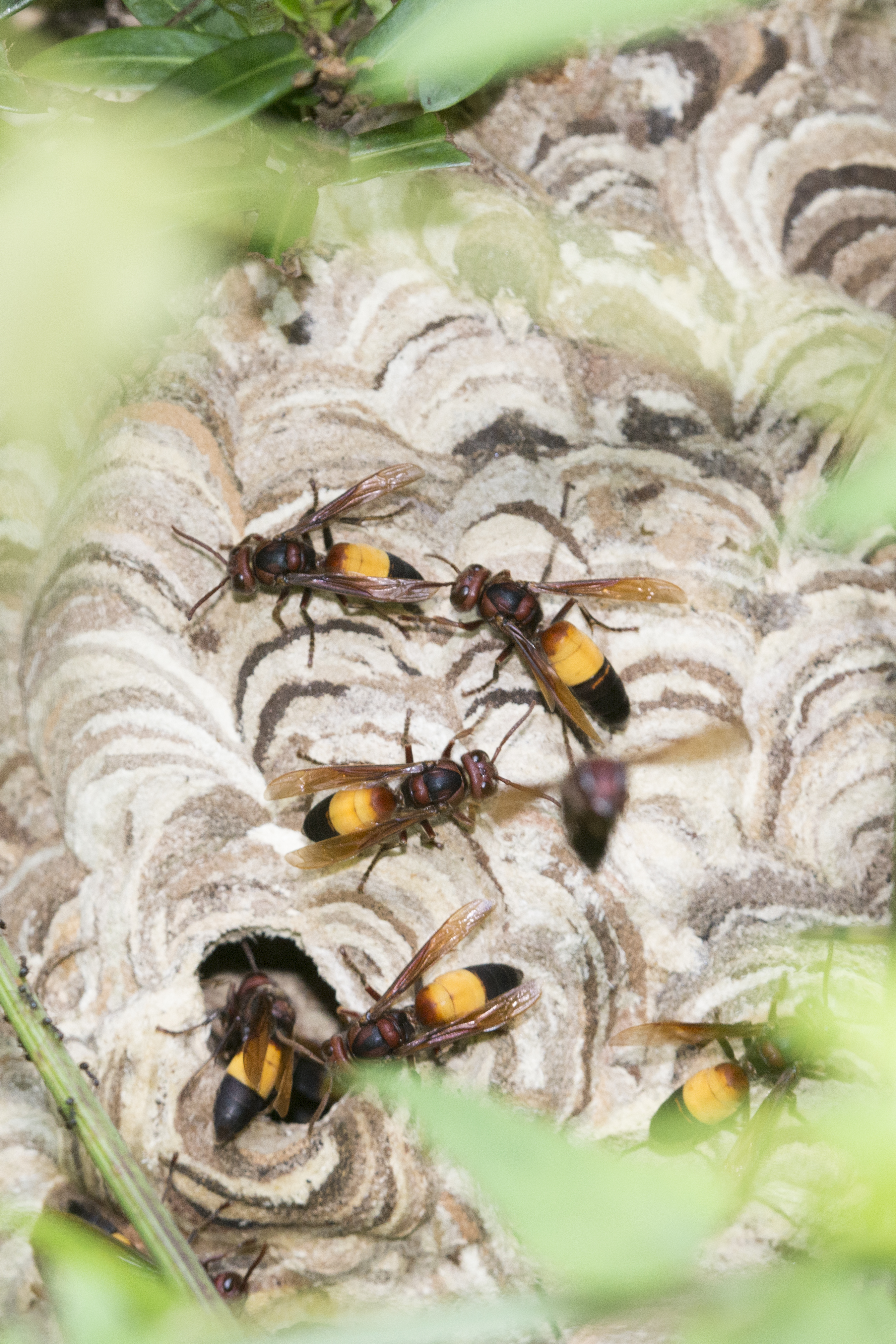
Шершни Vespa affinis на гнезде.

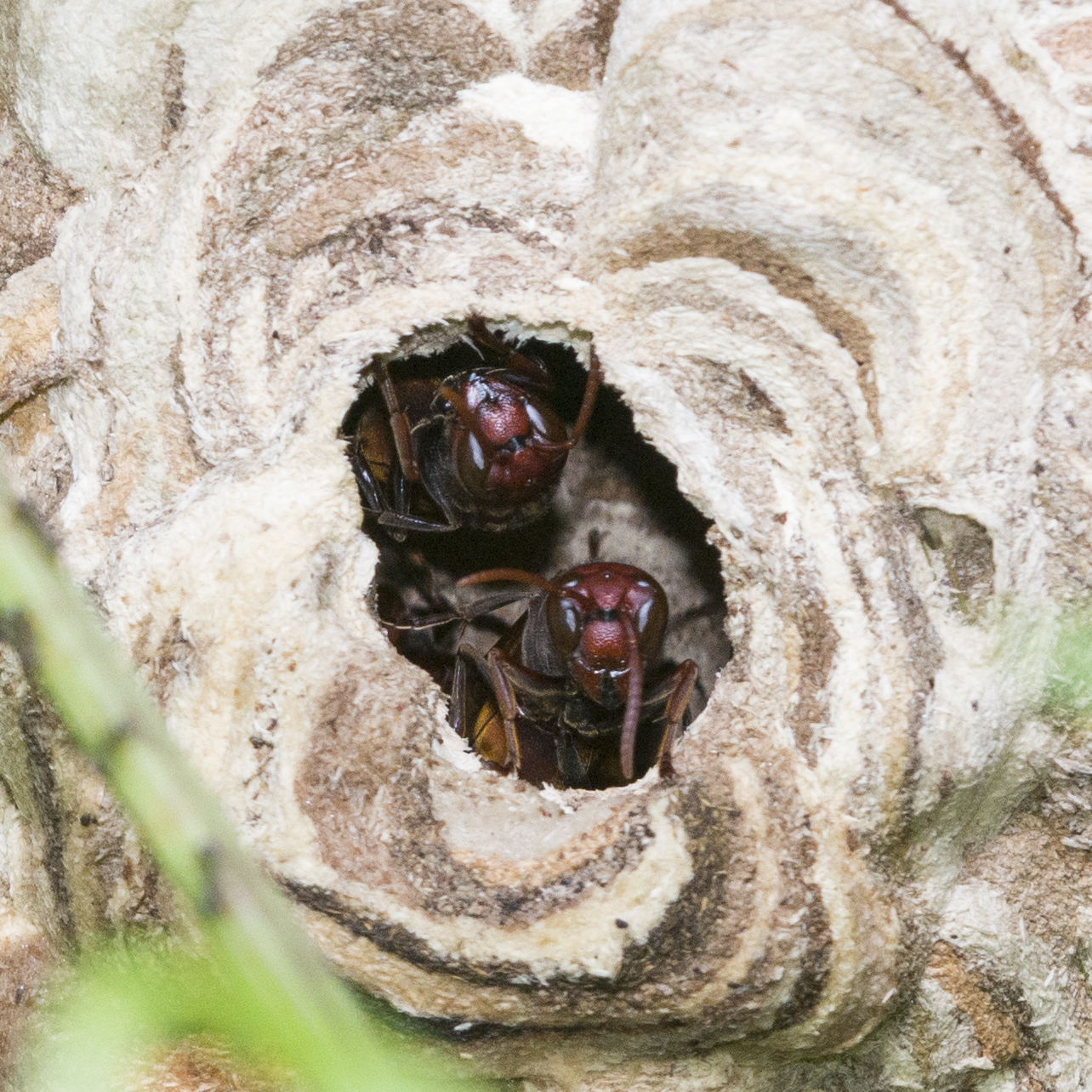
Охрана у входа.

Vespa affinis (лат.) — вид ос-шершней из семейства настоящих ос (Vespidae). Обитают в Южной и Юго-Восточной Азии. Свои гнёзда строят на ветках деревьев, иногда — чердаках и крышах домов.
Осы этого вида опасны для человека, поскольку обладают сильным ядом и острым крепким жалом без зазубрин. При повреждении гнезда набрасываются на нарушителя целым роем, жалят, могут вызвать анафилактический шок, известны смертельные случаи.

## Распространение
Широко распространенный шершень из субтропических и тропических регионов Азии, встречающийся в Южной Азии (Индия, Шри-Ланка), на Дальнем Востоке (Тайвань, южная Япония, южный Китай) и в Юго-Восточной Азии (от Вьетнама и Таиланда до Филиппинских островов, Индонезии и Папуа — Новой Гвинеи).
В 1997 году был впервые обнаружен в Новой Зеландии.

## Описание
Крупные осы: достигают в длину 3 см. Основная окраска чёрная, коричневая и оранжево-красная (в зависимости от подвида).
Цвет головы — чёрный или коричневый. Цвет груди — чёрный, бока чёрные или коричневые. Чёрное брюшко обладает широкой характерной желтоватой или оранжево-красной полосой на передних сегментах. Длина рабочих ос — от 16 до 25 мм, длина самцов — до 26 мм, маток — до 30 мм. Темя, виски, скутеллюм, посткутеллум, метаплевры и проподеум более или менее плотно покрыты чётко выраженными точками-пунктурами. Нижняя вертикальная область пронотума без поперечных ребер. Передний край клипеуса с каждого бока срединной вырезки с короткой, широко округлённой лопастью. Тело покрыто тонким опушением. Усики рабочих и маток 12-члениковые, брюшко — из шести сегментов. У самцов усики 13-члениковые, брюшко состоит из семи сегментов.

## Биология
Обычно колонию основывает единственная матка (гаплометроз), хотя в отдельных колониях обнаруживали по несколько маток (плеометроз, от 2 до 8 маток, но яйцекладкой занимается только одна, редко две из них).
Численность колонии варьирует от времени (начало и конец сезона) и региона (субтропкии и тропики). На Тайване в июне в гнезде бывает 70—80 ос, в августе — до 300, а пик наступал в сентябре — до 1000 рабочих особей (рекордный показатель был равен 2500). К концу осени колонии также выращивают новое поколение молодых маток (до 300) и молодых самцов (до 500). В тропиках численность гнёзд ещё больше и на Новой Гвинее доходит до 5000 ос. Продолжительность жизни рабочих составляет от 10 до 25 суток, маток — около года.
Основание новой колонии путём плеометроза происходит тогда, когда группа маток с роем рабочих ос покидает материнское гнездо, чтобы основать новую семью. В Гонконге (северная часть ареала) этот вид имеет относительно сокращённый жизненный цикл; матки просыпаются от зимней спячки в апреле, а колония обычно умирает только в конце ноября или декабре. В южных тропических районах шершни присутствует круглогодично. Питаются нектаром и растительными соками, охотятся на мух, пчёл, собирают мёртвых насекомых.

### Гнёзда
V. affinis, как правило, строят свои гнёзда на ветках деревьев, а также на кустарниках, чердаках и крышах домов, под карнизами зданий, прикрепленных к стенам виноградным лозам, внутри сараев и хозяйственных построек. Зрелые гнёзда обычно имеют внутри от четырёх до десяти ярусов и 800—1500 ячеек. Рекордное по числу ячеек крупное гнездо было найдено в тропиках на Новой Гинее (в нём было 12 ярусов и 45 тысяч ячеек), а в субтропиках — на Тайване (более 6 тысяч ячеек). Общий размер достигает в отдельных случаях до 1 м. По высоте гнёзда располагаются от уровня почвы до 26 м в Сингапуре (но обычно ниже 17 м). На Суматре отдельные гнёзда находили на деревьях на высоте до 30 м.
Кроме того, есть отличия гнездостроения в разных регионах и местах расположения. В южных тропических областях вершина гнёзда очень узкая, расширяется вниз, образуя грушевидную или каплевидную структуру. Гнёзда в субтропических регионах обычно овальные с округлой вершиной. Гнёзда, построенные на высоких деревьях, как правило, вытянуты по вертикали. Гнёзда, построенные на малой высоте, внизу или на небольших деревьях или зданиях, обычно остаются круглым и не достигают больших размеров.

## Значение и яд
Осы этого вида могут быть опасны для человека, так как обладают сильным ядом и острым крепким жалом без зазубрин — последнее обстоятельство позволяет им (в отличие, к примеру, от пчёл) жалить несколько раз. Vespa affinis обычно относительно малоагрессивны по отношению к человеку, но проявляют агрессию, когда повреждено гнездо, в этом случае на нарушителя спокойствия они набрасываются целым роем и могут его долго преследовать. Известны смертельные случаи после ужалений шершнями этого вида. Наблюдатели, лишь соблюдая большую осторожность, подходили достаточно близко к гнезду, чтобы изучать их поведение. О различных клинических проявлениях ужалений V. affinis есть данные из Вьетнама, Непала, Шри-Ланки, Индонезии и других стран Азии. Симптомы включают острую почечную недостаточность, внутрисосудистый гемолиз, нарушение функции печени, рабдомиолиз, нарушения свертываемости крови, олигоанурию, азотемию, инфаркт миокарда, полиорганную недостаточность, повышенную проницаемость микрососудов, острый отёк легких и анафилактический шок, которые иногда заканчиваются смертельными случаями. На Шри-Ланке 6,7 % пациентов испытали анафилактический шок после ужаления V. affinis. Известно множество случаев гибели людей во Вьетнаме, где 6 из 43 ужаленных человек (14 %) погибли. Один случай был связан с 22-летней женщиной, которая, получив около ста ужалений, благодаря быстрой интенсивной медицинской помощи выжила, однако вскоре у неё из-за общей интоксикации развилась полиорганная недостаточность (наблюдалась, в частности, желтуха, связанная с нарушением работы печени) — и несколько дней спустя она умерла.
Основными компонентами яда Vespa affinis являются гиалуронидаза, фосфолипаза, дипептидилпептидаза и другие вещества. Биологически активные комплексы молекул белка осиного яда играют важную роль в общей токсичности и аллергенности для человека или животных. Фосфолипазы вызывают местную воспалительную реакцию, аллергенную реакцию и гемолиз с последующей дисфункцией сердца. Гиалуронидаза, действуя как фактор распространения яда, гидролизует внеклеточный матрикс позвоночных, облегчая диффузию ядовитого токсина в ткани и органы кровообращение жертвы. Другие молекулы оказывают дополнительные или синергетические эффекты, в целом ускоряя проявление токсичности.

## Систематика
Вид был впервые описан в 1764 году шведским натуралистом Карлом Линнеем под названием Apis affinis Linnaeus, 1764. Под названием Vespa affinis впервые упомянута в 1787 году, когда датский энтомолог Иоганн Фабриций описал его как новый вид.
Близок к видам Vespa mocsaryana du Buysson, 1905 и Vespa tropica Linnaeus, 1758. От них отличается чётко выраженными точками-пунктурами на темени, висках, скутеллюме, посткутеллуме, метаплеврах и проподеуме, отсутствием поперечных рёбер на нижней вертикальной области пронотума (у Vespa mocsaryana пунктуры редкие, тонкие и поверхностные, на скутеллюме и метаплеврах они почти отсутствуют, на нижней вертикальной области пронотума есть несколько поперечных рёбер) и наличием коротких, широко округлённых выступов на боках вырезки переднего края клипеуса, тонким опушением тела (у Vespa tropica передний край клипеуса с треугольными зубцами на боках вырезки; на нижней вертикальной области пронотума есть несколько поперечных рёбер; тело покрыто жёсткими щетинками).

### Классификация
Выделяют более десяти подвидов, отличающихся окраской головы и сегментов брюшка.
- Vespa affinis affinis Linnaeus, 1764
- Vespa affinis alduini Guerin, 1831
- Vespa affinis alticincta van der Vecht, 1957
- Vespa affinis archiboldi van der Vecht, 1957
- Vespa affinis continentalis Bequard, 1936
- Vespa affinis hainensis Bequard, 1936
- Vespa affinis indosinensis Perkins, 1910
- Vespa affinis moluccana van der Vecht, 1957
- Vespa affinis nigriventris van der Vecht, 1957
- Vespa affinis picea Buysson, 1905
- Vespa affinis rufonigrans van der Vecht, 1957